# Еппле Жанна Володимирівна
Жанна Володимирівна Еппле (нар. 15 липня 1964 року, Москва) — радянська та російська акторка театру і кіно, телеведуча.  Заслужена артистка Росії (2010).
Внесена до бази даних українського сайту «Миротворець» за «свідоме порушення українського кордону» і участь у заходах на окупованому півострові. У 2016 році вона брала участь у постановці трупи Московського незалежного театру «Анна Кареніна» в Криму.

## Життєпис
Народилася 15 липня 1964 року в Москві в родині Володимира Миколайовича Еппле (1929-2000), директора НДІ торф'яної промисловості (інженера за фахом) та вчительки Людмили Миколаївни Еппле (до шлюбу Трудолюбової) (нар. 1945). 
Прізвище належало французьким аристократам; бабуся по батькові - походила з єврейської сім'ї Ентін.
Після народження її відправили на Сахалін до батьків матері. Дід був журналістом, бабуся працювала головною бухгалтеркою в управлінні виправно-трудових установ (УВТУ). У них було мало вільного часу і складні стосунки в родині, тому Жанну віддали в дитячий сад-інтернат, де вона пробула п'ять років. Коли настав час іти до школи, мати забрала її до Москви. До того часу вона розлучилася і у Жанни з'явився вітчим Сергій Володимирович Уланцев. Він працював на високій посаді в міністерстві і добре ставився до названої доньки. З рідним батьком вона бачилася нечасто, але кожну зустріч той перетворював на свято, возив її до Сергія Гінзбурга в дачне селище «Відпочинок», де жили вчені і винахідники, у Молдавію. Батько потім одружився вдруге, у нього народився син Микола.
У школі вона навчалася добре, займалася художньою гімнастикою, плаванням, фігурним катанням, балетом та музикою.
Навчалася в ГІТІСі. Грала в Театрі Комедії (нині — «Театр на Покровці»). 
Акторка Московського драматичного театру ім. К. С. Станіславського.
Ведуча (разом з Володимиром Винокуром) програми «Вино-шоу-кур» на російському телебаченні, співведуча програми «Клуб колишніх дружин» на телеканалі ТНТ. У 2015 році працювала ведучою медичного ток-шоу «Немає заборонених тем» на каналі «Домашній» в парі з Сергієм Арсеніним.

## Особисте життя
- Перший чоловік Олексій Бакай, балетмейстер і танцівник, виїхав до США.
- Фактичний чоловік — кінооператор, потім підприємець Ілля Ілліч Фрез, син режисера Іллі Фреза. Два сини: Потап Фрез (нар. 18 грудня 1991)[9] та Юхим Фрез (нар. 2 листопада 2000)[10]. Онук Северин (нар. 3 лютого 2018).[11]

## Фільмографія
- 1987 —  Абориген —  Олена
- 1990 — Спритник і хіпі —  Олена («хіпі»)
- 1991 — Заряджені смертю —  Діана Трівілл, стриптизерка
- 1992 — Білі одежі —  Олена Володимирівна Блажко
- 1999 — Директорія смерті —  Лариса Олександрівна
- 1999 — Транзит для диявола —  Лада Костюнець
- 2000 — Марш Турецького —  Тамара, наркодилер, племінниця Ніно
- 2002 —  За лаштунками —  режисер ТБ
- 2003 — Євлампія Романова. Слідство веде дилетант —  Надя
- 2003 —  Моя рідня —  Неллі
- 2003 — Щит Мінерви —  дружина
- 2004 — Марш Турецького — Тамара, наркодилер, племінниця Ніно
- 2004 —  2007 — Бальзаківський вік, або Всі чоловіки сво... —  Юля Шашкова
- 2005 —  Навіжена —  Ксенія Оверська
- 2006 — Справжній Дід Мороз —  Олена Юріївна Нікітіна
- 2006 —  Велика любов —  стюардеса Таня
- 2006 — Рейки щастя —  провідник Віра
- 2007 — Пиріжки з картоплею —  Віра
- 2007 — Янгол-охоронець —  Ліза Свиридова
- 2008 —  Репортери —  Галина, редактор
- 2008 —  2010 — Любов під грифом «Цілком таємно» —  Тетяна / Марина Ігорівна
- 2010 — Папараца —  Ельвіра, мати Ніки
- 2010 —  Робінзон —  Ольга
- 2010 — Галигін. Ру —  мама Шаркова
- 2010 —  Віра, Надія, Любов —  Клара
- 2011 —  2012 —  Обручка —  Мальвіна
- 2012 — Білий мавр, або Інтимні історії про моїх сусідів —  Віка, дружина Леоніда
- 2012 — Виходжу тебе шукати 2 —  Алла Сергіївна Вагнер
- 2013 —  Бальзаківський вік, або Всі чоловіки сво… 5 років потому —  Юля Шашкова
- 2013 —  Фатальна спадщина — Олена Вікторівна Ульянова, мати Тоні
- 2014 — Земський лікар. Любов всупереч —  Олена Сергіївна
- 2014 — Неспокійний відділок —  Ольга Левицька
- 2015 —  Непідкупний —  Алла Сергіївна, дружина Анісімова
- 2015 —  Хороший хлопчик —  мама Спічі
- 2015 — Погана сусідка —  мама Олі
- 2015 —  Бармен —  мати Юлії
- 2015 —  25-а година —  єва Бронський
- 2016 — Син мого батька —  Олена, дружина Дашкевича
- 2016 — Швидкі родичі —  Лариса Кондратьєва
- 2018 —  Сусіди —  Елла